# Venturia pallipennis
Venturia pallipennis là một loài tò vò trong họ Ichneumonidae.